# Daniël Jean Sanches
Daniël Jean Sanches (Paramaribo 15 juni 1844 - Naarden 18 mei 1912) was technisch ambtenaar bij de gemeente Amsterdam van 1 januari 1884 tot 1 mei 1910. 
Hij is geboren in Suriname en huwde in 1873 Alida Hendrika Apfeld (overleden Amsterdam, februari 1907, 56 jaar) en zij kregen een zoon August Christiaan Sanches (overleden 1926) en een dochter Alida Carolina Wilhelmina Sanches (gehuwd met Koppes).
Hij was van oorsprong landmeter in Suriname. Vervolgens kwam hij te werken in de Amsterdamsche Waschkaarsenfabriek (gesloopt in 1906, gelegen aan de Boerenwetering, wat nu de Hobbemakade heet). Hij was enige tijd verantwoordelijk voor de Stadsreiniging met haar Liernurstelsel (riolering, 1906 afgeschaft) en het Gemeentelijk Ammoniakbedrijf. Hij was bevriend met stadsingenieur Jacobus van Niftrik, deels verantwoordelijk voor de inrichting van De Pijp.
Hij is de architect van het complex Tweede Jacob van Campenstraat 2-86 te Amsterdam.